# Chadisrochroa batama
Chadisrochroa batama är en fjärilsart som beskrevs av William Schaus 1901. Chadisrochroa batama ingår i släktet Chadisrochroa och familjen tandspinnare. Inga underarter finns listade i Catalogue of Life.